# PlayStation Portable
A PlayStation Portable (hivatalos rövidítés: PSP) kézikonzol, melyet a Sony fejlesztett. A konzol fejlesztését a 2003-as Electronic Entertainment Expón jelentették be, és 2004. május 11-én, a Sony 2004-es E3 előtti sajtójátékoztatóján mutatták be. A rendszer 2004. december 12-én jelent meg Japánban, 2005. március 24-én Észak-Amerikában, illetve 2005. szeptember 1-jén a PAL régióban. Első számú riválisa a Nintendo DS volt, a videojátékok hetedik generációjának tagjaként.
A PlayStation Portable 2004-es megjelenésekor erősebbnek bizonyult, mint riválisai. A PSP volt a Nintendo kézikonzolos dominanciájának első igazi vetélytársa, ahol a Nintendo kihívói, így például az SNK Neo Geo Pocket vagy a Nokia N-Gage megbukott. Grafikus feldolgozó egysége kézikonzolokhoz mérten csúcsgrafikára volt képes, míg 4,3 hüvelykes kijelzője és a multimédiás képességei, így a videolátszója vagy a TV-tunere a kor egyik meghatározó mobil szórakoztató eszközzé tette. A PlayStation 3 asztali konzollal, illetve PSP-kkel is fel tudta venni a kapcsolatot az interneten keresztül. A PSP volt az egyetlen optikai lemezt, a Universal Media Discet (UMD) elsődleges adattárolóként alkalmazó kézikonzol.
Az eredeti PSP-modellt (PSP–1000) 2007-ben leváltották egy vékonyabb kivitelű modellel (PSP–2000/„Slim & Lite”). 2008-ban újabb felújítás történt a PSP–3000 modell megjelenésével, amely egy új kijelzőt és beépített mikrofont is tartalmaz. 2009-ben már egy teljes újratervezés következett be a PSP Go képében, melyet 2011-ben a költségkímélő PSP–E1000 modell követett. A PSP-termékvonalat a PlayStation Vita követte, amely 2011 decemberében jelent meg Japánban, illetve 2012 februárjában világszerte. A PlayStation Vita visszafelé kompatibilis a legtöbb digitálisan a PlayStation Store kínálatában megjelent PlayStation Portable-játékkal. A PlayStation Portable szállítmányozását 2014-ben világszerte leállították, 10 éves élettartama alatt több, mint 80 millió egységet adtak el belőle.

## Funkciók
Kifejezetten játékra lett tervezve a készülék, de rengeteg egyéb funkciója is van. A legújabb (6.61-es) firmware-el (szoftverfrissítéssel) együtt a készülék tartalma, funkciói:
- Internetböngésző
- GPS (kiegészítő készülék szükséges)
- Lehetőség online rádiók hallgatására
- MP4- és MP3 (+ más fájlkiterjesztés) -lejátszó
- Lehetőség USB-kamera csatlakoztatására
- PS3-távirányító
- Játékmegosztás funkció (csak bizonyos játékokhoz)
- Online játék (csak bizonyos játékokhoz: PSP-k között, vagy szerveren)
- Skype (lehetőség nyílik normál telefonok hívására, ha van Skype-kreditünk, valamint videohívás is. Írásban nem lehet kapcsolatot teremteni, és fülhallgatós mikrofon kell a beszélgetésekhez.)
- Playstation Store közvetlen elérése, játékok vásárlása és letöltése.

Az újabb, Slim & Lite (2000-es & 3000-es szériájú modell) az alábbi funkciókat is tartalmazza a fentieken felül:
- TV-kimenet nagyképernyős játékhoz
- USB-kábelen keresztüli akkutöltés
- 64 MiB flash memória
- Játék közben az UMD-ről a memóriába menti az olvasott adatot, ezáltal is gyorsabbá téve a töltési időt, egyebeket.
- Az adatot Memory Stick-ről, (vagy akár microSD kártya + Memory Stick adapterről) vagy UMD lemezről olvassa.

## Adatok
- Méret: 170 mm (hosszú) × 74 mm (magas) × 23 mm (vastag).
- Tömeg: 260 g. (Akkumulátorral együtt.)
- Kijelző: 480×272 felbontású 16,77 millió szín megjelenítésére képes 16:9-es képarányú és 4,3 hüvelykes kijelző, melynek fényereje maximálisan 200 cd/m².
- MIPS R4000 alapú mikroprocesszor 333 Mhz(32bit), frontoldali busz 166 MHz-es.
- Főmemória: 32 MiB.
- Grafikus memória: 4 MiB DRAM. A PSP grafikus alrendszer 512 bites buszt használ, teljesítménye 664 millió pixel és 35 millió sokszög.
- Legújabb firmware verzió: 6.32
- WLAN-protokoll támogatás: 802.11b/g.

PSP Slim & Lite újdonságai, adatai:
- Jobb Wi-Fi kapcsolat.
- Rövidebb töltési idő az UMD-adatok átmeneti memóriába való mentése által.
- Belső memória (RAM) 32 MiB-ról 64 MiB-ra duplázódott.
- Megnövelt akkumulátor-élettartam az alacsonyabb energiafogyasztásnak és az USB-porton keresztül történő töltésnek köszönhetően.
- 33%-kal csökkentett tömeg. (Csupán 189 g az össztömeg a 260 helyett.)
- 19%-kal csökkentett vastagság. (Kb. 18,6 mm vastag 23 helyett.)
- Videokimenet. (tv)
- Újratervezett D-pad és gombok.
- A WiFi kapcsolója átkerült a konzol tetejére.
- Új UMD-tálca design.
- Nincs többé infravörös port.
- A hangszórók új helyen vannak, a képernyő tetejéhez közel.
- A Memory Stick bővítőhely új helyre került, bár így sérülékenyebb, mint a régi változatnál.

Firmware-történelem:
- 6.61 (2015. január 12.)
- 6.60 (2011. augusztus 11.)
- 5.02 (2008. november 14.) A Playstation Store stabilabb böngészése.
- 5.01 (2008. október 20.) A letöltésnél jelentkezett hibás memóriakijelzés javítva.
- 5.00 (2008. október 15.) Playstation Store menüpont, elalvásidőzítő zenékhez, automata USB.kapcsolódás és új központi téma.
- 4.05 (2008. július 15.) Új effekt a zenék lejátszásához.
- 4.01 (2008. június 25.) Internet Search hibáinak javításai.
- 4.00 (2008. június 18.) Lejátszás sebességének állíthatósága, Internet Search funkció.
- 3.95 (2008. április 8.)
- 3.93 (2008. március 18.) Skype Japánnak is, PlayStation-támogatás javítva, 20 új internetes rádiócsatorna.
- 3.90 (2008. január 30.) GO!Messenger, Skype támogatás.
- 3.80 (2007. december 17.)
- 3.73 (2007. november 21.)
- 3.72 (2007. október 30.)
- 3.71 (2007. szeptember 13.) Saját témák alkalmazhatók.
- 3.70 (2007. szeptember 11.)
- 3.60 (2007. szeptember 10.)
- 3.52 (2007. július 24.)
- 3.51 (2007. június 29.)
- 3.50 (2007. május 31.)
- 3.40 (2007. április 19.)
- 3.30 (2007. március 28.)
- 3.11 (2007. február 8. Japán változat.)
- 3.10 (2007. február 4. USA, angol és japán változat.)
- 3.03 (2006. december 20. USA, angol és japán változat.)
- 3.02 (2006. december 6. USA, angol és japán változat.)
- 3.01 (2006. november 22. USA, angol és japán változat.)
- 3.00 (2006. november 21. USA, angol és japán változat.)
- 2.82 (2006. október 26. USA, angol és japán változat.)
- 2.81 (2006. szeptember 7. USA, angol és japán változat.)
- 2.80 (2006. július 27. USA, angol és japán változat.)
- 2.71 (2006. június 1. USA, angol és japán változat.)
- 2.70 (2006. április 25. USA, angol és japán változat.)
- 2.60 (2005. november 29. USA, angol és japán változat.)
- 2.50 (2005. október 13. USA, angol és japán változat.)
- 2.01 (2005. október 3. USA, angol és japán változat.)
- 2.00 (2005. július 27. Japán; 2005. augusztus 24. USA; 2005. szeptember 1. Anglia.) Internetböngésző
- 1.52 (2005. június 15. USA.) A biztonsági rendszer újratervezése, támogatás az UMD-ről való zenelejátszásra.
- 1.51 (2005. május 18.) Biztonsági frissítés a "KXploit" javítására.
- 1.50 (2005. március 23. USA) Új video kodekek, több nyelv.
- 1.00 (2004. december 12. Japán) Az első kiadott firmware.

Az 1.00 és az 1.50-es firmware-rel rendelkező PSP-n futtathatók házi készítésű játékok (Homebrew) is.
A 3.xx-es rendszereken PlayStation-emulátor található, a PlayStation-játékok futtatásához azonban szükségünk van egy PS3-ra és egy bankkártyára is. (Van kivétel erre, ugyanis készítenek Custom Firmware-t, pl. Dark Alex és egy orosz csapat, [m33] amik segítségével akár ISO-játékokkal is tudunk játszani és ha van PlayStation-játékunk, azzal is minden egyéb bankkártya és PS3 nélkül.) A PS3-géppel a neten keresztül le kell tölteni pénzért memóriakártyára a PlayStation-játék CD-képét. A kártyát behelyezve a PSP-be már játszhatjuk is a játékot. A játékok további öt személlyel megoszthatók.
Megjelent a Ceramic White és a Metalic Blue PSP javított D-paddal és gombokkal, illetve pink színben is. (Limitált sorozat.) 2007. február 22-től, egyelőre csak Japánban kapható Champagne Gold (arany) színben is. Az új PSP Slim-ek eredetileg három színben érkeznek: Piano Black (fekete), Ceramic White (fehér) és Metal (ezüst). Kapható két speciális csomag, az egyik Simpson család kinézettel rendelkezik, amelyhez adnak egy The Simpson Game UMD-játékot, a másik Pókemberes, ehhez kapunk egy Spiderman 2 UMD-lemezt és egy Spiderman 3 Blu-ray lemezt.

## Funkciók
A PSP az úgynevezett XMB (Xross Media Bar) menürendszert használja. Ez a fajta menürendszer található a PlayStation® 3 készüléken is.
Hat fő menüpont van, amik további almenüket tartalmaznak:
- Settings. (Beállítások)
- Photo. (Képek)
- Music. (Zene)
- Game. (Játék)
- Network. (Hálózat)
- TV. (TV-támogatás)

Egyes menüpontok csak bizonyos országokban találhatók! Japánban rengeteg menüpont található. (Függ a firmware-től is.)

## Kártyaformátumok
- Memory Stick Duo
- Memory Stick Pro Duo
- Memory Stick Pro Duo High Speed
- Memory Stick Micro (M2)

Jelenleg a legkisebb méretű kártya 32 MiB-os, a legnagyobb pedig 32 GiB-os. Az N1000 (Go) a többivel ellentétben Memory Stick Duo/Pro Duo helyett Memory Stick Micro formátumú kártyát használ.

## Lemezformátum
- UMD (Universal Media Disc) Kapacitás: 900 MiB (egyrétegű), 1,8 GiB (kétrétegű).

Az N1000 (Go) nem támogatja ezt a formátumot. Csak a PlayStation Store-ról lehet rá letölteni játékokat.

## Támogatott formátumok

### Audió
- MP3
- ATRAC3
- WMA (firmware v2.60)
- AAC (firmware v2.70)
- WAV (Linear PCM)
- MP4 (Container format)
- AAC

### Videó
- MPEG-4
- MPEG-4 Part 2
- MPEG-4 Part 10 (H.264/AVC)
- SWF (firmware v2.70)

### Képek
- JPEG
- GIF
- BMP
- TIF
- PNG

## Kiegészítők
- Sony Go!Cam (1,3 mp-es kamera)
- Sony Battery Charger (külön, hordozható töltő)
- Logitech PlayGear Amp (tökéletes minőségű hangrendszer)
- Logitech PlayGear Collection (alapkellékek, kiegészítők egyben)
- Logitech PlayGear Mod (strapabíró fejhallgató)
- Logitech PlayGear Street (kis táska a kiegészítők tárolására)
- Logitech PlayGear Visor (átlátszó polikarbonát kijelzővédő)
- Logitech PlayGear Share (hangkimenet-elosztó)
- Logitech PlayGear Pocket (védőtok)
- Logitech PlayGear Pocket Skin Kit (sablonok a védőtokhoz)
- Logitech PlayGear Stealth (profi fülhallgató cserélhető fejekkel)
- Trust PSP Aluminium Powered Audio Case GM-5600 (összecsukható szteróhangszórós tok)
- Trust PSP Sound Station SP-2992 (sztereóhangszórós állvány)
- Case-Mate PSP Tok (fekete, kék, piros, sárga, zöld színekben)
- Extra Button Kit (2 darab D-pad gomba 6 darab analóg kar gomba)
- Dragon Thunder Power Pack 5 in 1 (külső, hordozható 3600 mAh akkumulátor, más termékhez is jó)
- GameTop PSP Power Charging Cradle (asztali töltő adapter)
- Rechargeable Handgrip (kézi tartó, beépített 1200 mAh akkumulátorral)
- Speedlink PSP Car Adapter (több márkában is, mint például Sony autós töltő)
- Speedlink PSP Charger Stand (asztali töltő adapter)
- 4 GB HDD + 2X Battery (PSP-re csatlakoztatható HDD és akkumulátor kiegészítőkkel)
- PSP tartó travel bag (több márkában, több színben is, puha védőtok)
- PSP tartó metal case (kemény védőtok)
- PSP UMD lemez tartó (több márkában is)
- Sony PSP fejhallgató és távirányító
- PSP Accessory Pack (kiegészítő csomag)
- Multi Carlight Adapter 6 in 1 (több készülékhez való töltő, mint például GBA, Nintendo DS stb.)
- Madcatz PSP Pro-Tec Kit (kiegészítő csomag)
- Bigben PSP Carrying Bag (hordozó tok)
- Különböző skinek a PSP-hez (matricák, melyek egyszerűen felragaszthatók, és levehetők garanciavesztés nélkül)
- Ezeken kívül is rengeteg kiegészítő található; mások, és ezek más márka megfelelőjében.

## Típusai
| Modell             | Kép | Kapcsolat/háttértár                                                                | Vezeték nélküli kapcsolat          | RAM és belső háttértár                                     | CPU                    | Kijelző                                                                        | Megjelenés                 | Kezdeti rendszerszoftver | Akkumulátor                              | Gyártásban      |
| ------------------ | --- | ---------------------------------------------------------------------------------- | ---------------------------------- | ---------------------------------------------------------- | ---------------------- | ------------------------------------------------------------------------------ | -------------------------- | ------------------------ | ---------------------------------------- | --------------- |
| PSP–1000           |     | USB 2.0, UMD, soros port, fejhallgató csatlakozó, Memory Stick PRO Duo             | 802.11b Wi-Fi, IRDA                | 32 MiB, 32 MiB rendszerszoftver                            | MIPS R4000 @ 1~333 MHz | 4,3 in (110 mm) 16:9 TFT @ 480 × 272, 16,77 millió szín                        | 2004. december 12. (Japán) | 1.00                     | 3.6 V DC 1800 mAh, 2200 mAh-ra bővíthető | Nem             |
| PSP–2000           |     | USB 2.0, UMD, videokimenet, fejhallgató csatlakozó, Memory Stick PRO Duo           | 802.11b Wi-Fi                      | 64 MiB, 64 MiB rendszerszoftver                            | MIPS R4000 @ 1~333 MHz | 4,3 in (110 mm) 16:9 TFT @ 480 × 272, 16,77 millió szín                        | 2007. szeptember           | 3.60                     | 5 V DC 1200 mAh, 2200 mAh-ra bővíthető   | Nem             |
| PSP–3000           |     | USB 2.0, UMD, videokimenet, mikrofon, fejhallgató csatlakozó, Memory Stick PRO Duo | 802.11b Wi-Fi                      | 64 MiB, 64 MiB rendszerszoftver                            | MIPS R4000 @ 1~333 MHz | 4,3 in (110 mm) 16:9 TFT @ 480 × 272, 16,77 millió szín                        | 2008. október              | 4.20                     | 5 V DC 1200 mAh, 2200 mAh-ra bővíthető   | Nem (2012)      |
| PSP Go (PSP–N1000) |     | Minden az egyben port, fejhallgató csatlakozó, mikrofon, Memory Stick Micro (M2)   | 802.11b Wi-Fi, Bluetooth 2.0 + EDR | 64 MiB, 16 GiB megosztott felhasználói és rendszerszoftver | MIPS R4000 @ 1~333 MHz | 3,8 in (97 mm) 16:9 TFT @ 480 × 272, 16,77 millió szín, csúsztathatós képernyő | 2009. október              | 5.70                     | 5 V DC nem eltávolítható akkumulátor     | Nem (2011/2013) |
| PSP–E1000          |     | USB 2.0, UMD, fejhallgató csatlakozó, Memory Stick PRO Duo                         | Nem                                | 64 MiB, 64 MiB rendszerszoftver                            | MIPS R4000 @ 1~333 MHz | 4,3 in (110 mm) 16:9 TFT @ 480 × 272, 16,77 millió szín                        | 2011. október              | 6.50                     | 5 V DC nem eltávolítható akkumulátor     | Nem (2014)      |

## Egyéb
- Kompatibilis a LocationFree Base Station nevű rendszerrel, melynek segítségével TV-t vagy DVD-t lehet nézni PSP-n WLAN hozzáférési pontnál.
- RSS 2.0 csatornákat is lehet a PSP-n nézni.
- GPS (Japánban) és kamera (Magyarországon is) van hozzá.
- Letölthető témák, minimum firmware: 3.70.
- Go!Messenger

Ingyenes telefonhívások az interneten keresztül a PSP™ segítségével. Lehetőség van videó és hangos chat-re, illetve üzenetre – a legjobb módja a barátokkal való kapcsolattartásnak.
- GPS-vevő a Go!Explore-ral – 2008 januártól

A GPS-vevő a Go!Explore szoftverrel együtt biztosítja a műholdas navigációt a PSP™-re. Hamarosan kijön az új 8-as verzió, amely háromdimenziós objektumokkal teszi könnyebbé a navigálást/tájékozódást. A Nav N Go (magyar cég) és az iGO cég tervezi rá a programot.
(Egyelőre csak Nyugat-Európa térképpel.)